# تمردات ديزموند

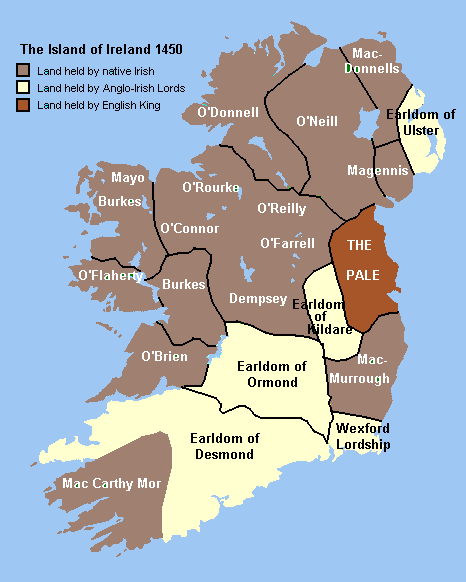

حدثت تمردات ديزموند (بالإنجليزية: Desmond Rebellions)‏ بين عامي 1569 - 1573 و عامي 1579 - 1583 في محافظة مونستر الأيرلندية.
كانت تمردات قام بها إيرل ديزموند، رئيس سلالة فيتزجيرالد في مونستر، وأتباعه الجيرالديون وحلفائهم، ضد تهديد امتداد سطوة أبناء عمومتهم من التيودوريين الجنوب ويلزيين التابعين للحكومة الإليزابيثية الإنجليزية على المحافظة. كان الدافع وراء التمرد في المقام الأول هو الرغبة في الحفاظ على استقلال السادة الإقطاعيين عن التاج لكن كان هناك أيضًا عامل من العداء الديني بين الجيرالديين الكاثوليك والدولة الإنجليزية البروتستانتية. بلغ الأمر أوجه بتدمير سلالة ديزموند وتحويل مونستر إلى مزرعة أو مستعمرة بإدخال مستوطنين إنجليزيين بروتستانتيين إليها. لفظة «ديزموند» هي أنجلزة اللفظة الأيرلندية ديزمومهاين، والتي تعني «جنوب مونستر».

## الأسباب
كان جنوب أيرلندا (محافظتي مونستر وجنوب لينستر)، كما كان الحال لأكثر من قرنين، تحت هيمنة سلالة بتلر الإنجليزية القديمة وجيرالديو ديزموند. جمعت كل من العائلتين قواتها المسلحة وفرضت قانونها الخاص، وهو مزيج من العادات الأيرلندية والإنجليزية المستقلة عن الحكومة الإنجليزية المفروضة على أيرلندا. ابتداءً من ثلاثينيات القرن السادس عشر، حاولت إدارات إنجليزية متعاقبة توسيع السيطرة الإنجليزية على أيرلندا (انظر غزو التودور لأيرلندا). بحلول ستينيات القرن نفسه، تحول انتباههم إلى جنوب أيرلندا، وكان هنري سيدني، بصفته نائب الملك في أيرلندا، مكلفًا بفرض سلطة الحكومة الإنجليزية على السيادات المستقلة هناك. كان حله تشكيل «رئاسات سيادية»، وهم حكام عسكريون للمحافظات يحلون محل السادة المحليين بصفة قوًى عسكرية وحافظين للسلام.
اعتبرت السلالاتُ الرئاساتَ تدخلاتٍ في مجال نفوذها. شهد التنافس العائلي بين البترليين والجيرالديين اقتتالًا في حرب مجلجلة ضد بعضهم في أفان في مقاطعة ووترفورد تحديًا للفانون الإنجليزي. استدعت إليزابيث الأولى رئيسا العائلتين إلى لندن لتبرير تصرفاتهم. مع ذلك، لم تُعامل العائلتان المعاملة نفسها. إذ أُعفي عن توماس بتلر، إيرل أورموند العاشر - «توم الأسود» بتلر، ابن عم الملكة إليزابيث وصديقها، في حين اعتُبر كل من جيرالد فيتزجيرالد، إيرل ديزموند الرابع عشر (في عام 1567) وشقيقه جون ديزموند، قادةً عسكريين حقيقين للجيرالديين، واعتُقلا في عام 1568 واحتُجزا في برج لندن إثر تحريض أورموند.
قطَع هذا الأمر رأس القيادة الطبيعية لجيرالديي مونستر وترك إرليّة ديزموند في يدي جندي، جيمس فيتزموريس فيتزجيرالد، القائد العام لجيش ديزموند. كان لفيتزموريس مصلحة صغيرة في قانون نزع السلاح الجديد في مونستر، الذي ألغى جيوش السادة الأيرلنديين. أحد العوامل التي اجتذبت تأييدًا أكبر لفيتزجيرالد كان احتمال مصادرة الأراضي، الذي اقترحه سيدني وبيتر كارو، وهو مطالب إنجليزي بالأراضي التي مُنحت لأحد أسلافه بعد غزو النورمان لأيرلندا وفُقدت بُعيد ذلك.
ضمن ذلك دعم عشائر مونستر النافذة لفيتزموريس، ولا سيما ماكارثي مور وأوسوليفان بير وأوكيفي، واثنين بارزين من عشيرة بتلر، أخوا الإيرل. كان فيتزموريس نفسه قد فقد الأرض التي كان يسيطر عليها في كيريكوريري في مقاطعة كورك، والتي أُخذت منه وأُجرت لمستعمرين إنجليز. كان كاثوليكيًا ورعًا، متأثرًا بالإصلاح المضاد، ورأى حكام إليزابيث البروتستانتيين أعداءً له.
لتثبيط سيدني عن المضي قدماً في مسألة الرئاسة السيادية لمونستر وإعادة فرض أسبقية سلالة ديزموند على البتلريين، خطط فيتزموريس لتمرد ضد الوجود الإنجليزي في الجنوب، وضد إيرل أورموند. كان لفيتزموريس أهداف أوسع من مجرد استعادة تفوق فيتزجيرالد ضمن مملكة أيرلندا الإنجليزية. قبل التمرد، أرسل موريس ماكغيبون سرًا، رئيس أساقفة كاشيل الكاثوليكي، لطلب الغوث العسكري من فيليب الثاني ملك إسبانيا.

## أول تمرد لديزموند
هاجم فيتزموريس مستعمرة إنجليزية في كيريكوريري جنوب مدينة كورك في يونيو من عام 1569، قبل مهاجمة كورك نفسها وأولئك السادة من السكان الأصليين الذين رفضوا الانضمام إلى التمرد. زحفت قوة فيتزموريس المكونة من 4.500 رجل لمحاصرة كيلكيني، مقر إيرلات أورموند، في يوليو. ردًا على ذلك، حشد سيدني 600 جندي إنجليزي، زحفوا جنوبًا من دبلن ورسى 400 آخرون بحرًا في كورك. عاد توماس بتلر، إيرل أورموند، من لندن، حيث كان في المحكمة، وحشد البتلريين وبعض العشائر الأيرلندية الغيلية المعادية للجيرالديين. بعد محاولة الاستيلاء على كيلكيني الفاشلة، انحدر التمرد بسرعة إلى عملية تطهير مهملة.
سويةً، دمر أورموند وسيدني وهامفري جيلبرت، الذي عُين حاكمًا لمونستر، أراضي حلفاء فيتزموريس مستخدمين سياسة الأرض المحروقة. انهارت قوات فيتزموريس، إذ كان على الأمراء المنفردين أن يتقهقروا للدفاع عن أراضيهم. كان جيلبرت، الأخ غير الشقيق للسير والتر رالي، الأكثر شهرة فيما يتعلق بالتكتيكات الإرهابية، قتل المدنيين عشوائًيا وأقام دهاليز من الرؤوس المقطوعة عند مدخل معسكراته.
أجبر سيدني فيتزموريس على الفرار إلى جبال كيري، حيث شن من هناك هجمات حرب عصابات على الإنجليز وحلفائهم. بحلول عام 1570، كان معظم حلفاء فيتزجيرالد قد خضعوا لسيدني. استسلم الأكثر أهمية بينهم، دونال ماكارثي مور، في نوفمبر من عام 1569. مع ذلك، استمرت حملة حرب العصابات لثلاث سنوات أخرى. في فبراير من عام 1571، أصبح جون بيروت الرئيس السيد لمونستر. طارد فيتزموريس مع 700 جندي لأكثر من عام دون نجاح. حقق فيتزموريس بعض الانتصارات، إذ استولى على سفينة إنجليزية بالقرب من كينسيل وأحرق بلدة كيلمالوك في عام 1571، ولكن بحلول أوائل عام 1573، تقلصت قوته إلى أقل من 100 رجل. استسلم فيتزموريس أخيرًا في 23 فبراير 1573، بعد أن فاوض على العفو عن حياته. مع ذلك، أصبح بلا أرض في عام 1574، وفي 1575 أبحر إلى فرنسا لطلب المساعدة من القوى الكاثوليكية لبدء تمرد آخر.
أُطلق سراح جيرالد فيتزجيرالد، إيرل ديزموند، وشقيقه جون، لإعادة بناء منطقتهما الكسيرة. بموجب تسوية فرضت بعد التمرد، والمعروفة باسم «التكوين»، اقتصرت قوات ديزموند العسكرية بموجب القانون على 20 فارس فقط؛ أُجبر مستأجروهم على دفع الإيجار لهم بدلًا عن تزويدهم بالخدمة العسكرية أو إسكان جنودهم. ربما كان الرابح الأكبر في أول تمرد لديزموند هو إيرل أورموند، الذي فرض نفسه بصفة أقوى سيد في جنوب أيرلندا نتيجة تأييده للتاج الإنجليزي.
خضع جميع الزعماء المحليين بحلول نهاية التمرد. أثارت الأساليب المستخدمة لقمع التمرد استياءً بصورة طويلة الأمد، خاصة بين المرتزقة الأيرلنديين؛ غال أوغلاي أو المعروفين بالمصطلح الإنجليزي غالوغلاس، والذين اعتمدوا على فيتزموريس. أعدم وليام دروري، الرئيس السيد لمونستر من عام 1576، نحو 700 من هؤلاء الرجال في السنوات التي تلت التمرد.
في أعقاب الانتفاضة، أصبحت العادات الغيلية مثل قوانين بريون، واللباس الأيرلندي، والشعر البارديّ، والحفاظ على «جيوش خاصة» محظورة ومقموعة مجددًا - وهي أشياء ذات قيمة متعمقة في المجتمع الأيرلندي التقليدي. أكد فيتزموريس على الطابع الغيلي للتمرد، وارتداء اللباس الأيرلندي، والتحدث باللغة الأيرلندية فقط، والإشارة إلى نفسه على أنه رئيس الجيرالديين. ظل ملاك الأراضي الأيرلنديين يشعرون بالتهديد بوصول المستعمرين الإنجليز للاستيطان على الأراضي المصادرة من الأيرلنديين. عنت كل هذه العوامل أنه عندما عاد فيتزموريس من أوروبا لبدء تمرد جديد، كان الكثير من الناس في مونستر على استعداد للانضمام إليه.
اندلعت الثورة الكاثوليكية الشمالية في إنجلترا في أواخر عام 1569، ولكنها سُحقت. سبب هذا الأمر وتمرد ديزموند إصدار البابا بيوس الخامس مرسوم ريغنانس إن إيكسايلسيس، وهو مرسوم يطرد إليزابيث ويحرمها من ولاء رعاياها الكاثوليك. كانت إليزابيث قد قبلت في السابق العبادة الكاثوليكية سرًا، لكنها الآن قمعت الكاثوليكية المسلحة. لحسن الحظ بالنسبة لها، فإن معظم رعاياها الأيرلنديين لا يرغبون في الانخراط في التمردات، ولكن أيضًا لا يزال معظمهم كاثوليكيين.